# Pinnotheres gordoni
Pinnotheres gordoni is een krabbensoort uit de familie van de Pinnotheridae. De wetenschappelijke naam van de soort is voor het eerst geldig gepubliceerd in 1932 door Shen.